# حربيات
حربيات أو دفنة أو دفنه هي بلدة في مقاطعة هطاي أو (لواء إسكندرون سابقًا) في تركيا